# Гражданство Великобритании
Подданство Великобритании — устойчивая правовая связь лица с Великобританией, выражающаяся в совокупности взаимных прав и обязанностей.
В отличие от большинства других государств, в Великобритании, кроме собственно подданства, существует целый ряд статусов, предусматривающих те или иные гражданские права и возникших в результате распада Британской империи.

## История
Исторически, английское и шотландское законодательство проводило различие между иностранцами и подданными монарха. Существующие в стране нормы общего права с незначительными изменениями были кодифицированы в 1914 году в Законе о гражданстве и статусе иностранцев.
В 1948 году главы правительств Содружества наций пришли к соглашению о переходе от единого статуса британского подданного к национальным гражданствам (в Канаде в тот момент оно уже существовало), при сохранении подданства для всех граждан стран Содружества.
Закон о британском гражданстве 1948 года ввел статус гражданина Великобритании и колоний (CUKC), гражданина Великобритании и колоний[уточнить], которые вплоть до начала 1960-х годов не имели серьёзных различий в отношении права проживания на территории Великобритании.
Провозглашение независимости колониями привело к кодификации положений о национальном гражданстве образовавшихся стран. В целом, это предусматривало отказ от статуса гражданина Великобритании и колоний в пользу гражданства страны за исключением лиц, связанных непосредственно с Великобританией или оставшейся колонией (например, рождённых в Великобритании). Исключениями являлись колонии, не получившие независимости, в частности, Пинанг и Малакка, которые вошли в состав Федерации Малайи, и Гонконг, вошедший в состав Китайской Народной Республики, где статус CUKC был сохранен в дополнение к национальному гражданству.
С 1962 по 1971 год Великобритания ужесточила иммиграционное законодательство, опасаясь наплыва африканцев и азиатов из бывших британских колоний, ставших странами Содружества наций. В Законе об иммиграции 1971 года была введена концепция британского подданства, согласно которой право на проживание и работу в Великобритании получали лишь лица, одновременно имеющие статус CUKC и прочные связи с Британскими островами.
В настоящее время основой британского законодательства о гражданстве является Закон о британском гражданстве 1981 года, в котором установлена современная система категорий британского гражданства, а именно:
- гражданин Великобритании (British Citizen),
- гражданин Британских заморских территорий (British Overseas Territories citizen),
- зарубежный гражданин Великобритании (British Overseas citizen),
- гражданин Великобритании за рубежом (British National (Overseas)),
- британский подданный (British subject),
- лицо, находящееся под защитой Великобритании (British protected person).

Автоматическое право проживания в Великобритании имеют только граждане Великобритании и некоторые категории граждан Содружества.
После принятия Закона о гражданстве 1981 года граждане Содружества перестали считаться британскими подданными. Статус британского подданного сохранили лица, получившие британское гражданство посредством связи с бывшей Британской Индией (ранее известные как британские подданные без гражданства), и лица, связанные с Ирландской Республикой до 1949 года, заявившие о сохранении британского гражданства. Первая категория теряет британское гражданство при приобретении иного гражданства.

### Гражданин Великобритании за рубежом
Гражданин Великобритании за рубежом (British National (Overseas)) — специальный класс британского гражданства, связанный с Британского Гонконга, до передачи Гонконга Китаю в 1997 году. Статус "гражданина Великобритании за рубежом" был приобретён путём добровольной регистрации лицами, имеющими связь с Гонконгом, которые были гражданами Британских зависимых территорий до передачи Китаю в 1997 году. Регистрация для получения этого статуса была ограничена 10-летним периодом, предшествовавшим передаче, в качестве переходного соглашения для бывших граждан Британских зависимых территорий; нынешние жители Гонконга не могут заново получить этот статус гражданства.

## Категории британского гражданства
В настоящее время существует шесть категорий британского гражданства:
| Категория                                    | Активна | Паспорт Великобритании | Консульская помощь | Освобождение от иммиграционного контроля | Гражданство Европейского союза |
| -------------------------------------------- | ------- | ---------------------- | ------------------ | ---------------------------------------- | ------------------------------ |
| Гражданин Великобритании                     | Да      | Да                     | Да                 | Да                                       | Нет                            |
| Гражданин Британских заморских территорий    | Да      | Да                     | Да                 | (только Гибралтар)                       | (только Гибралтар)             |
| Зарубежный гражданин Великобритании          | Нет     | Да                     | Да                 | Нет                                      | Нет                            |
| Британский подданный                         | Нет     | Да                     | Да                 | (только с правом проживания)             | (только с правом проживания)   |
| гражданин Великобритании за рубежом          | Нет     | Да                     | Да                 | Нет                                      | Нет                            |
| Лицо, находящееся под защитой Великобритании | Нет     | Да                     | Да                 | Нет                                      | Нет                            |

## Приобретение британского гражданства
Британское гражданство можно получить следующими способами:
- Jus soli (право земли) — лица, рождённые в Великобритании и некоторых британских заморских территориях родителями — гражданами Великобритании на момент рождения или родителями, поселившимися в Великобритании или данной заморской территории[4].
- Jus sanguinis (право крови) — по происхождению, если один из родителей является гражданином Великобритании иначе, чем по происхождению (например, по рождению, усыновлению, регистрации или натурализации в Великобритании). Британское гражданство по происхождению передается только одному поколению от родителя, являющегося гражданином Великобритании, иначе как по происхождению, если ребёнок родился за границей.
- Натурализация — если иностранец осуществляет профессиональную деятельность на территории Великобритании в течение 6 лет, он вправе подавать документы на получение подданства[5].
- Регистрация в качестве гражданина.
- По усыновлению.

В настоящее время также существует программа получения гражданства для крупных инвесторов в экономику страны.

## Свобода передвижения граждан Великобритании
Требования к визе для британских граждан являются административными ограничениями на въезд, установленными властями других государств. По состоянию на 2017 год британцы имели безвизовый доступ (или визы по прибытии) в 173 страны и территории, а британский паспорт занимал 4-е место в мире в соответствии с индексом визовых ограничений. На 2020 год граждане Великобритании могут посетить 184 государства без подачи заявления на визу.
Британское гражданство занимает восьмое место в индексе гражданства (QNI). Этот индекс отличается от индекса визовых ограничений, который фокусируется на внешних факторах, включая свободу передвижения. QNI считает, что свобода передвижения зависит от таких внутренних факторов, как мир и стабильность, экономическая мощь и человеческое развитие.

## Гражданство Европейского союза
Некоторые британские граждане, а именно граждане Великобритании, британские подданные с правом проживания и граждане британских заморских территорий, связанные с Гибралтаром, являются гражданами Европейского Союза и, таким образом, пользуются правом свободного передвижения и имеют право голосовать на выборах в Европейский парламент.